# Verceia
Verceia (lombardul: Varsceja) település Olaszországban, Sondrio megyében. Lakosainak száma 1058 fő (2023. január 1.). Verceia Dubino, Novate Mezzola és Sorico községekkel határos.

## Népesség
A település népességének változása:
| Lakosok száma | 1114 | 1107 | 1058 |
|               | 2017 | 2018 | 2023 |